# Парк «Зарічненський»
Парк «Зарі́чненський» — комплексна пам'ятка природи місцевого значення в Україні. Розташована в межах  Дубенського району Рівненської області, на території колишньої Іващуківської сільської ради, у дворі Козинського фтізіо-пульмонологічного санаторію (село Козин). 
Площа 0,6 га. Статус надано згідно з рішенням облвиконкому № 33 від 28.02.1995 року. Перебуває у віднні Іващуківської сільської ради. 
Зарічненський парк — це старовинний декоративний парк, закладений Графом Тарнавським. Частина парку збережена до наших часів. Парк налічує понад 40 видів дерев та чагарників. Серед них: модрина європейська (вік понад 100 років), ясен, сосна звичайна, ялина європейська, береза бородавчаста, тополя звичайна й інші види.